# Chiesa dei Santi Apostoli Pietro e Paolo (Oleggio)
La chiesa parrocchiale dei Santi Pietro e Paolo Apostoli è il principale edificio religioso di Oleggio, in provincia e diocesi di Novara; fa parte dell'unità pastorale di Oleggio.

È una delle testimonianze dell'architettura antonelliana nel Novarese.

## Storia
Nel luogo nel quale sorge l'attuale chiesa era presente un precedente edificio religioso, risalente al XVI secolo e fornita di tre altari, ma già nel 1571 ne erano già descritti nove. Un nuovo altare maggiore con balaustra venne costruito tra il 1672 e il 1679 con il contributo del comune. 
La chiesa odierna è frutto di una ricostruzione voluta dall'arciprete Bertotti, originario di Fara Novarese. Questi nel 1840 iniziò a pensare ad una ricostruzione della chiesa, in modo da adeguarla all'aumento della popolazione di 8000 anime. Tale ricostruzione fu affidata all'architetto Alessandro Antonelli: i lavori iniziarono  il 14 agosto 1853, terminarono il 23 dicembre 1858 e la chiesa venne consacrata il 6 luglio 1868.

## Architettura
La chiesa è composta di tre navate con nove altari "in corpo" e tre adibiti ad oratori delle confraternite dei SS. Fabiano e Sebastiano (sopra la sacrestia), del S. Rosario e del Corpus Domini (al lato opposto).
Non è presente un campanile (il Campanile di Piazza, considerato il "campanile di Oleggio", è in realtà una torre civica), ma sopra il soppalco del coro sono presenti 6 campane.